# Eugen Ernst
Eugen Ernst, född 20 september 1864 i Murowana-Goslin i provinsen Posen i Preussen (nu Murowana Goślina i Polen), död 31 maj 1954 i Werder (Havel) i Östtyskland, var en tysk socialistisk politiker som tillhörde Tysklands socialdemokratiska parti (SPD) och sedermera östtyska Tysklands socialistiska enhetsparti (SED).

## Biografi
Ernst var son till en möbelsnickarmästare och utbildade sig till boktryckare. Han arbetade inom tryckeribranschen fram till 1892. År 1884 anslöt han sig till de fria fackföreningarna och 1886 till SPD. Inom Berlins 6:e valkrets hade han olika förtroendeuppdrag, 1896 var han ordförande. Mellan 1891 och 1893 var han förtroendevald och ordförande för den interna partioppositionen, "die Jungen" (de unga). Från 1892 var han förman för partitidningen Vorwärts tryckeri. Mellan 1902 och 1903 var han chef och firmatecknare och från 1903 till 1918 husförvaltare för Vorwärts boktryckeri.
Åren 1900 och 1901 var han medlem av den centrala SPD-partistyrelsen och från 1905 till 1913 medlem av kontrollkommissionen. Mellan 1915 och 1917 var han ordförande för förbundet för socialdemokratiska valföreningar i Stor-Berlin. Från 1907 till 1918 var han ordförande för socialdemokraternas landskommission för Preussen och från 1917 till 1919 åter medlem av partistyrelsen.
Under tyska novemberrevolutionen var Ernst medlem av Stor-Berlins arbetar- och soldatråd. I Preussens revolutionskabinett under Paul Hirsch var han minister fram till mars 1919. 
Den 4 januari 1919, efter att Tysklands oberoende socialdemokratiska parti USPD:s ledamöter lämnat revolutionsregeringen, utsågs Ernst till Berlins polispresident av den preussiska regeringen. Hans föregångare Emil Eichhorn var den siste av USPD:s ledamöter som höll ett inflytelserikt ämbete i Berlin. Eichhorn, som arbetade för Berlins sovjetryska telegrafagentur, hade stött matrosernas Volksmarinedivision i striderna kring Berlins slott i december 1918 och avskedades från sin post med det centrala arbetar- och soldatrådets understöd. Eichhorn vägrade dock att acceptera beslutet och förblev i sitt kontor i Berlins polispresidium vid Alexanderplatz. Han stöddes av väpnade revolutionära förband när Ernst anlände till högkvarteret. Följande dag arrangerades en stor protest mot Eichhorns avskedande av flera radikala vänstergrupper, vilket blev upprinnelsen till Spartakistupproret.
I valet 1919 valdes Ernst till medlem av nationalförsamlingen i Weimar för Berlins 3:e valkrets. 
Ernst kritiserades för sin inaktivitet som polischef under den reaktionära Kappkuppen i mars 1920 och avskedades som polispresident i april samma år. Istället blev han polispresident och periodvis rikskommissarie i Breslau, men tvingades lämna ämbetet efter att lokala protestdemonstranter hade attackerat de franska och polska konsulaten.
Därefter drog han sig tillbaka från den nationella politiska nivån och verkade från 1926 till 1933 som lokalpolitiker och fullmäktigeledamot i staden Werder utanför Potsdam.
Efter krigsslutet 1945 blev Ernst åter SPD-medlem, men spelade då inte längre någon aktiv roll i partiet. Han deltog i tvångsföreningen i den sovjetiska ockupationszonen mellan kommunistpartiet och socialdemokratiska partiet till Tysklands socialistiska enhetsparti (SED) 1946. År 1948 gav SED i Östberlin ut hans självbiografi med titeln Ein Leben für die Arbeiterbewegung. Ein Ansporn für unsere Jugend, med förord av Karl Litke.